# دانشگاه دولتی اسمولنسک
دانشگاه دولتی اسمولنسک (به لاتین: Smolensk State University) یک دانشگاه و مؤسسه آموزشی در روسیه است که در اسمولنسک واقع شده‌است.